# 제이슨 허비
제이슨 허비(Jason Hervey, 1972년 4월 6일 ~ )는 미국의 배우, 제작자이다.

## 출연 작품

### 영화
- 프랑켄위니 (1984)
- 폴리스 아카데미 2 - 첫임무 (1985)
- 백 투 더 퓨처 (1985)
- 피위의 대모험 (1985)
- 백 투 스쿨 (1986)
- 악마 군단 (1987)

### 텔레비전
- 신나는 개구쟁이 (1985-86)
- 케빈은 열두살 (1988-93)